# Ermanarich
Ermanarich (gotisch *Aírmanareiks, altnordisch Jörmunrek(kr), lateinisch Ermanaricus (in manchen Quellen auch Ermenricus und Hermanaricus), ags. Eormenric, mittelhochdeutsch Ermenrîch; † 376) war der erste historische König der Greutungen aus dem Geschlecht der Amaler.

## Leben
Die Goten waren auf ihrer Wanderung spätestens 238 im Raum nördlich des Schwarzen Meeres angekommen. Wiederum spätestens seit 291 war die Spaltung in einen westlichen (Terwingen) und östlichen Teil (Greutungen) bekannt. Ermanarich war der erste historische und gleichzeitig der letzte König der Greutungen vor dem Hunneneinfall 375.
Über seinen Tod berichten zwei Geschichtsschreiber: Jordanes und Ammianus Marcellinus. Laut Ammianus beging er angesichts der Niederlage gegen die Hunnen Selbstmord. Gemäß Jordanes, bei dem sich bereits viele Fakten mit Mythen vermischen, ließ Ermanarich die Roxolanin Sunilda aus Rache über die Desertion ihres Mannes hinrichten, woraufhin ihre Brüder, Sarus und Ammius, ihm eine schwere Wunde in der Seite zufügten. Wegen dieser Wunde sei er nicht in der Lage gewesen, gegen die Hunnen zu kämpfen und kurz darauf im Alter von 110 Jahren gestorben.
Nach Jordanes, der sich auf den Bericht des oströmischen Geschichtsschreibers Priskos beruft, war Ildikó, die 453 nach der Einigung der Goten mit dem Hunnenkönig Attila dessen Gattin wurde, eine Nachfahrin Ermanarichs. Demzufolge verstarb Attila in der Hochzeitsnacht. Ildikó gilt als Vorbild für die Sagengestalten der Kriemhild des Nibelungenlieds bzw. der Guðrún oder Gudrun im entsprechenden germanischen Sagenstoff.
Nach Ermanarichs Tod floh ein Teil der Greutungen um seinen Nachfolger Vithimiris, der wohl kein Amaler war, Richtung Westen. Vithimiris kämpfte mit den Vandalen gegen die Alanen, die Verbündete der Hunnen waren, und starb bald danach. Der größere Teil der Greutungen (später meist Ostgoten genannt) war bis zur Schlacht auf den Katalaunischen Feldern 451 Teil der hunnischen Geschichte.

## Herrschaftsgebiet
Die Ausdehnung seines Reiches ist nicht genau bekannt, sein Einflussbereich war möglicherweise enorm. Jordanes nannte als beherrschte Völker
- Golthescytha – Skythen
- Thiudos
- Inaunxis
- Vasinabroncas
- Merens – Merier?
- Mordens – Mordwinen?
- Imniscaris
- Rogas
- Tadzans
- Athaul
- Navego
- Bubegenas
- Coldas

Die Identität der meisten Völker ist unbekannt.
Außerdem gab es Kontakte zu
- Heruli – Heruler
- Veneti – Veneter
- Aistii – Ästier

Inwieweit diese tatsächlich zum Herrschaftsbereich Ermanarichs gehörten, ist unklar.
Nördlich des Schwarzen Meeres ist für das 4. und 5. Jahrhundert die archäologische Tschernjachow-Kultur bekannt, die mit dem Reich der Greutungen in Zusammenhang gebracht wird. Deren Ausdehnung ging nicht bis an den Ural und die Ostsee.

## Ermanarich-Sage
In der germanischen Heldendichtung ist Ermanarich eine wichtige Gestalt. Vor allem im Sagenzyklus der mittelhochdeutschen Dietrichepik des 13. Jahrhunderts und in der Thidrekssaga erscheint er in der Rolle des Widersachers des Dietrich von Bern, die im älteren Hildebrandslied des 9. Jahrhunderts Odoaker einnimmt.
Ein zweiter Traditionsstrang stellt Ermanarich einem Brüderpaar gegenüber, das an ihm Rache nimmt für die Ermordung ihrer Schwester (Sunilda-, Schwanhildsage). Dieser Sagenstrang weist deutliche Parallelen zu dem bei Jordanes überlieferten Ermanarich auf (Ammius und Sarus, der Herrscher von Sabir, rächen ihre Schwester Sunilda an Ermanarich) und fand in Skandinavien Verbreitung. So ist Jörmunrek (Ermanarich) Protagonist in den Heldenliedern Guðrúnarhvöt und Hamðismál der älteren Edda (die Namen lauten hier Hamðir, Sörli und Svanhild, die hier als Kinder der Attila-Witwe Gudrun erscheinen). Die Sage findet sich in verschiedenen Varianten aber auch bei Snorri, in der Völsunga saga und bei Saxo Grammaticus. In Deutschland wird dieser Sagenstrang dagegen nie literarisch. Allerdings tauchen Elemente daraus in den Quedlinburger Annalen (die Namen lauten hier Hemidus und Serila) und bei Ekkehard von Aura (Hamidiecus, Sarelo) auf.
Darüber hinaus kommt Ermanarich auch im altenglischen Heldenepos Beowulf, in Widsith und Deor vor.
Es ist möglich, dass in die mittelhochdeutsche Ermenrichsage neben dem Gotenkönig auch Überlieferungen zum gleichnamigen Suebenkönig Ermenrich, einem bedeutenden germanischen Heerführer der Völkerwanderung des frühen 5. Jahrhunderts, eingeflossen sind.

### Ermanarich bei Jordanes
Jordanes berichtet in seiner 551 entstandenen Gotengeschichte (die ältesten Abschriften stammen allerdings erst aus dem 8. oder 9. Jahrhundert), dass der gotische König Ermanarich (bei Jordanes in der Namensform Hermanaricus) eine Frau namens Sunilda aus Wut über die Flucht ihres Mannes (aus dem Volk der unterworfenen „treulosen“ Roxolanen, die ihn bei Ankunft der Hunnen hintergingen) an wilde Pferde binden und auseinanderreißen ließ. Deren Brüder Sarus und Ammius rächten Sunilda und verwundeten Ermanerich mit dem Schwert. An diesen Wunden und weil er die Einfälle der Hunnen nicht ertragen konnte, soll er nach Jordanes mit 110 Jahren gestorben sein.

### Ermanarich in der Edda
In einigen Heldenliedern der älteren Edda (13. Jahrhundert) wird eine ganz ähnliche Geschichte erzählt. In Gudruns Sterbelied und dem Alten Hamdirlied wird erzählt, dass Sigurds Tochter Swanhild (wird mit Jordanes Sunilda gleichgesetzt) den König Jörmunrek heiratete, und dass dessen Ratgeber Bikki (entspricht Sibich) sie dann des Ehebruchs mit Jörmunreks Sohn Randwer bezichtigte. Daraufhin ließ Jörmunrek seinen Sohn hängen und Swanhild unter Pferdehufen zertrampeln. Swanhilds Mutter Gudrun (entspricht der Krimhild des Nibelungenliedes) fordert ihre Söhne Sörli (wird mit dem bei Jordanes genannten Sarus gleichgesetzt), Hamdir (wird mit Ammius gleichgesetzt) und Erp auf, dass sie ihre Halbschwester rächen sollten. Sie schlagen Jörmunrek die Gliedmaßen ab, werden aber wenig später von Jörmunreks Männern getötet. Der dritte Sohn Gudruns, Erp, wird von seinen Brüdern Hamdir und Sörli bereits auf dem Weg zu Jörmunrek erschlagen.
Auch die Edda des Snorri Sturluson kennt die Geschichte von den Gudrunsöhnen Sörli und Hamdir, die ihre Halbschwester Swanhild rächen wollen und dabei ihr Leben verlieren.

### Ermanarich in der Thidrekssaga
In der Thidrekssaga, einer nordischen Sagensammlung des 13. Jahrhunderts, ist Ermenrik ein König, der über „Rom“ herrscht. In dieser Überlieferung ist er der Sohn von Samson und der Onkel Dietrich von Berns. Ermenrik vergreift sich an der Frau seines Beraters Sifka (entspricht Sibich), der sich rächt, indem er ihn dazu treibt, seine nächsten Verwandten umzubringen. Sifka beginnt seinen Racheplan, indem er Ermenrik einredet, seinen Sohn Fridrec (auch Frederik) loszuschicken um Schatzung von einem Wilkinenland zu fordern. Auf dieser Reise wird Fridrec von einem Getreuen Sifkas erschlagen. Ähnlich redet Sifka dem König ein, seinen zweiten Sohn Reginbald (auch Ragbald) loszuschicken, der auf Sifkas Rat ein schlechtes Schiff nimmt und ertrinkt. Seinen dritten Sohn Samson erschlägt Ermenrik selbst vor Wut, als Sifka ihm erzählt, dieser wolle seiner Tochter Gewalt antun. Als weiteren Racheakt redet Sifkas Frau der Königin (Ermenriks Frau) ein, dass ein Sohn von Ermenriks Bruder Ake ihr beiliegen wolle. König Ermenrik will daraufhin ausziehen, um die beiden Brüder Egard und Ake, die Söhne Akes und nun Stiefsöhne Wittichs, zu hängen. Ein Mann namens Fritila warnt sie vorher, doch beide kommen im Kampf gegen Ermenriks Männer ums Leben. Nach diesem Vorfall redet Sifka seinem König ein, dass dieser seinen Neffen Dietrich aus Bern vertreiben solle. Daraufhin zieht Ermenrik gegen Bern und Dietrich muss ins Exil zu König Attila ziehen. In der Schlacht bei Gränsport unterliegt Ermenriks Heer zwar dem von Dietrich, doch gelingt es diesem nicht, sein Berner Reich zurückzuerobern. Als Dietrich später nach Bern zieht, siecht Ermenrik bereits dahin. Sifka gibt nun den Rat, ihn aufzuschneiden um das Fett aus seinem Leib „herauszuwinden“. Kurz darauf stirbt Ermenrik, aber auch Sifka wird wenig später von Dietrich besiegt, nachdem dieser Einzug in Bern hielt und ein Heer hinter sich bringen konnte.
Die Fortsetzung der Reginbald-Saga ging in die Irische Geschichte der Landnahme ein, wo Feinius Farsaidh ein mythischer König aus Skythien gewesen sein soll, der jedoch dem Fürsten Hunimund (Donau-Sueben) „Filius Hermanarici“ (* um 395; † nach 469 in „Suavia“ und Sohn des Suebenkönigs Ermenrich) entspricht, der nach dem Abzug der Hunnen ein Suebenreich in den Karpathen errichtete, (das in der irischen Saga als Skythenreich betrachtet wird, da die Iren keinen Unterschied zwischen Hunnen und Skythen machten). Dessen Sohn Agilulf (* um 420; † um 482) alias Agnomain wird ausgesendet um in Irland zu siedeln. Nach der Irischen Saga ertrinkt Agnomain, weil sein Schiff kentert, doch sein Sohn Iarbonel, Enkel des Nemed erreicht Irland. Sie gelten als die Vorfahren der Söhne des Míl Espane, der letzten und „gälischen“ Einwanderungswelle der Milesier nach Irland.

### Ermanarich in den Quedlinburger Annalen
Die Quedlinburger Annalen sind um die Jahrtausendwende entstanden, aber nur in einer einzigen Handschrift aus dem 16. Jahrhundert überliefert. Sie berichten von einem gotischen König Ermanarich, der nach dem Tod seines einzigen Sohnes Friedericus seine Neffen Embrica und Fritila am Galgen aufhängen ließ. Auch zwang er seinen Neffen Theodericus (entspricht Dietrich von Bern) auf Anstiften seines (anderen) Neffen Odoaker, aus Verona zu fliehen und bei König Attila ins Exil zu gehen.
Ermanarich starb nach dieser Quelle durch die Brüder Hemidus, Serila und Addacarus, die ihm Hände und Füße abhauen ließen, weil er ihren Vater getötet hatte.

### Ermanarich in Ermenrichs Tod
Im 16. Jahrhundert wird im niederdeutschen Sprachraum die Ballade Koninc Ermenrîkes Dôt mit stark verändertem Inhalt auf einem fliegenden Blatt gedruckt.

## Denkmäler
Eine Gedenktafel für ihn fand Aufnahme in die Walhalla bei Regensburg.

## Belege
1. ↑  Ammian 31,3,1f.
2. ↑  Jordanes, Getica 24, 129.
3. ↑  Jordanes, Getica 49, 254. Zitiert nach: Jordanes, Charles C. Mierow (Übers.): The Origin and Deeds of the Goths. J. Vanderspoel, Department of Greek, Latin and Ancient History, University of Calgary, abgerufen am 6. Januar 2013 (englisch).
4. ↑  Getica 117
5. ↑  Vgl. Heather, Goths and Romans, S. 87ff.
6. ↑  Georg Heinrich Pertz (Hrsg.): Annales Quelingburgenes. In: Monumenta Germaniae Historica, Bd.: 5  Hannover 1839 (online, Zugriff am 16. Februar 2019).
7. ↑  Beowulf: Ein altenglisches Heldenepos. Übersetzt und herausgegeben von Martin Lehnert, Stuttgart: Reclam 2004, (S. 192), ISBN 3-15-018303-0
8. ↑  Alexander Heine (Hg.): Jordanis Gotengeschichte nebst Auszügen aus seiner Römischen Geschichte. Übersetzt von Wilhelm Martens. Dunker, Leipzig 1884, Dyk, Leipzig 1913, Phaidon, Essen-Stuttgart 1985/1986, ISBN 3-88851-076-7.

| Personendaten    | Personendaten                                                                     |
| ---------------- | --------------------------------------------------------------------------------- |
| NAME             | Ermanarich                                                                        |
| ALTERNATIVNAMEN  | Jörmunrek; Jörmunrekkr; Jormunrekkr; Aírmanareiks; Ermenrich; Ermenrîk; Eormanrīc |
| KURZBESCHREIBUNG | König der Ostgoten                                                                |
| GEBURTSDATUM     | 4. Jahrhundert                                                                    |
| STERBEDATUM      | 376                                                                               |